# Уманська міська рада
У́манська міська́ ра́да — орган місцевого самоврядування в Черкаській області. Адміністративний центр — місто обласного значення Умань.

## Загальні відомості
- Уманська міська рада утворена в 1795 році.
- Територія ради: 41,08 км²
- Населення ради: 86 621 особа (станом на 1 січня 2014 року)
- Територією ради протікають річки Уманка, Кам'янка.

## Населені пункти
Міській раді підпорядковані населені пункти:
- м. Умань

## Склад ради
Рада складається з 38 депутатів та голови.
- Голова ради: Плетньова Ірина Григорівна
- Секретар ради: Терещенко Катерина Вікторівна

### Керівний склад попередніх скликань
| ПІБ                  | Основні відомості                                                       | Дата обрання | Дата звільнення |
| -------------------- | ----------------------------------------------------------------------- | ------------ | --------------- |
| Бодров Юрій Іванович | Міський голова, 1952 року народження, освіта вища, безпартійний         | 26.03.2006   | 31.10.2010      |
| Бодров Юрій Іванович | Міський голова, 1952 року народження, освіта вища, член Партії регіонів | 31.10.2010   | 27.02.2014      |

Примітка: таблиця складена за даними джерела

### Депутати
За результатами місцевих виборів 2010 року депутатами ради стали:

#### За суб'єктами висування
| Суб'єкт висування                                       | Кількість обраних депутатів | %    |
| ------------------------------------------------------- | --------------------------- | ---- |
| Партія регіонів                                         | 14                          | 36,8 |
| Політична партія Всеукраїнське об'єднання «Батьківщина» | 13                          | 34,2 |
| Народна партія                                          | 5                           | 13,2 |
| Комуністична партія України                             | 2                           | 5,3  |
| Політична партія «Фронт Змін»                           | 2                           | 5,3  |
| Політична партія Всеукраїнське об'єднання «Свобода»     | 1                           | 2,6  |
| Політична партія «Наша Україна»                         | 1                           | 2,6  |

#### За округами
| № округу                                                | Прізвище, ім'я, по батькові        | Дата визнання обраним | Освіта         | Партійна приналежність                        | Відомості про обраного депутата                                                                                          |
| ------------------------------------------------------- | ---------------------------------- | --------------------- | -------------- | --------------------------------------------- | --- |
| Комуністична партія України                             |                                    |                       |                |                                               | |
| б/м                                                     | Мельник Олег Іванович              | 04.11.2010            | Освіта вища    | член Комуністичної партії України             | Уманський МК КПУ, секретар МК КПУ                                                                                        |
| б/м                                                     | Качанова Лариса Петрівна           | 04.11.2010            | Освіта вища    | член Комуністичної партії України             | Міськсанепідемстанції, головний лікар                                                                                    |
| Народна Партія                                          |                                    |                       |                |                                               | |
| б/м                                                     | Кримковський Борис Йосипович       | 04.11.2010            | Освіта вища    | член Народної партії                          | Пологовий будинок, головний лікар                                                                                        |
| б/м                                                     | Чепка Ольга Володимирівна          | 04.11.2010            | Освіта вища    | член Народної партії                          | Уманський гуманітарно-педагогічний коледж, директор                                                                      |
| 4                                                       | Цебрій Олександр Володимирович     | 04.11.2010            | Освіта середня | член Народної партії                          | ТОВ «Круїз-Авто», директор                                                                                               |
| 16                                                      | Гармаш Валерій Сергійович          | 04.11.2010            | Освіта вища    | член Народної партії                          | загальноосвітня школа № 6, директор                                                                                      |
| 17                                                      | Пікалюк Андрій Іванович            | 04.11.2010            | Освіта вища    | член Народної партії                          | загальноосвітня школа № 3, директор                                                                                      |
| Партія регіонів                                         |                                    |                       |                |                                               | |
| б/м                                                     | Рибак Аркадій Андрійович           | 04.11.2010            | Освіта вища    | член Партії регіонів                          | ТОВ «Уманчанка», директор                                                                                                |
| б/м                                                     | Подольський Анатолій Іванович      | 04.11.2010            | Освіта вища    | член Партії регіонів                          | фізична особа-підприємець                                                                                                |
| б/м                                                     | Добринін Леонід Захарович          | 04.11.2010            | Освіта вища    | член Партії регіонів                          | ТОВ «Олімпійське», генеральний директор                                                                                  |
| б/м                                                     | Кротик Сергій Миколайович          | 04.11.2010            | Освіта вища    | член Партії регіонів                          | ПП «Модус-плюс», директор                                                                                                |
| б/м                                                     | Чорний Сергій Андрійович           | 04.11.2010            | Освіта вища    | член Партії регіонів                          | ВАТ «Уманьтодор», начальник дільниці                                                                                     |
| 1                                                       | Тенц Ірина Іванівна                | 04.11.2010            | Освіта вища    | член Партії регіонів                          | загальноосвітня школа № 9, директор                                                                                      |
| 2                                                       | Дяченко Микола Іванович            | 04.11.2010            | Освіта вища    | член Партії регіонів                          | Уманський національний університет садівництва, перший проректор                                                         |
| 3                                                       | Антоненко Сергій Ігорович          | 04.11.2010            | Освіта вища    | позапартійний                                 | Військова частина А3024, командир                                                                                        |
| 5                                                       | Коваль В'ячеслав Миколайович       | 04.11.2010            | Освіта вища    | член Партії регіонів                          | КП «Уманьтеплокомуненерго», директор                                                                                     |
| 8                                                       | Сокирський Володимир Васильович    | 04.11.2010            | Освіта вища    | член Партії регіонів                          | загальноосвітня школа № 11, директор                                                                                     |
| 12                                                      | Яременко Михайло Павлович          | 04.11.2010            | Освіта вища    | член Партії регіонів                          | Уманська міська гімназія, директор                                                                                       |
| 13                                                      | Глущук Тетяна Іванівна             | 04.11.2010            | Освіта вища    | член Партії регіонів                          | загальноосвітня школа № 14, директор                                                                                     |
| 18                                                      | Попов Олександр Сергійович         | 04.11.2010            | Освіта вища    | член Партії регіонів                          | МПП «Агропромресурси», ветеринарний лікар                                                                                |
| 19                                                      | Комар Юрій Петрович                | 04.11.2010            | Освіта вища    | член Партії регіонів                          | ВАТ «Уманьфермаш», заступник генерального директора по кадровій і правовій роботі                                        |
| Політична партія Всеукраїнське об'єднання «Батьківщина» |                                    |                       |                |                                               | |
| б/м                                                     | Кирилюк Людмила Миколаївна         | 04.11.2010            | Освіта вища    | член Всеукраїнського об'єднання «Батьківщина» | Уманська міська рада, секретар міської ради                                                                              |
| б/м                                                     | Марченко Наталія Миколаївна        | 04.11.2010            | Освіта вища    | член Всеукраїнського об'єднання «Батьківщина» | Уманська міська державна нотаріальна контора, державний нотаріус                                                         |
| б/м                                                     | Макарчук Василь Васильович         | 04.11.2010            | Освіта вища    | член Всеукраїнського об'єднання «Батьківщина» | ТОВ «КРЕДО», директор |
| б/м                                                     | Пилипенко Віталій Віталійович      | 04.11.2010            | Освіта вища    | член Всеукраїнського об'єднання «Батьківщина» | приватний підприємець |
| б/м                                                     | Браславська Катерина Єфремівна     | 04.11.2010            | Освіта вища    | член Всеукраїнського об'єднання «Батьківщина» | пенсіонер |
| б/м                                                     | Слонський Володимир Олексійович    | 04.11.2010            | Освіта вища    | член Всеукраїнського об'єднання «Батьківщина» | приватний підприємець |
| 6                                                       | Луковецький Олександр Анатолійович | 04.11.2010            | Освіта вища    | член Всеукраїнського об'єднання «Батьківщина» | приватний підприємець |
| 7                                                       | Красноштан Ігор Васильович         | 04.11.2010            | Освіта вища    | член Всеукраїнського об'єднання «Батьківщина» | Уманський державний педагогічний університет ім. П. Тичини, завідувач кафедри біології                                   |
| 9                                                       | Пащенко Майя Іванівна              | 04.11.2010            | Освіта вища    | член Всеукраїнського об'єднання «Батьківщина» | Уманський державний педагогічний університет ім. П. Тичини, доцент кафедри виховних технологій та педагогічної творчості |
| 10                                                      | Чебан Володимир Вікторович         | 04.11.2010            | Освіта вища    | член Всеукраїнського об'єднання «Батьківщина» | ТОВ «СМ ЕКСКЛЮЗИВ», юрисконсульт                                                                                         |
| 11                                                      | Скакун Андрій Борисович            | 04.11.2010            | Освіта вища    | член Всеукраїнського об'єднання «Батьківщина» | приватний підприємець |
| 14                                                      | Середа Олександр Іванович          | 04.11.2010            | Освіта вища    | член Всеукраїнського об'єднання «Батьківщина» | ВАТ «Мегометр», головний інженер                                                                                         |
| 15                                                      | Семененко Сергій Іванович          | 04.11.2010            | Освіта вища    | член Всеукраїнського об'єднання «Батьківщина» | АТП 17107, голова правління                                                                                              |
| Політична партія Всеукраїнське об'єднання «Свобода»     |                                    |                       |                |                                               | |
| б/м                                                     | Чорномаз Богдан Данилович          | 04.11.2010            | Освіта вища    | член Всеукраїнського об'єднання «Свобода»     | Уманський державний педагогічний університет ім. П. Тичини, доцент кафедри історії України                               |
| Політична партія «Наша Україна»                         |                                    |                       |                |                                               | |
| б/м                                                     | Мельник Микола Миколайович         | 04.11.2010            | Освіта вища    | член Політичної партії «Наша Україна»         | депутат Уманської міської ради V скликання                                                                               |
| Політична партія «Фронт Змін»                           |                                    |                       |                |                                               | |
| б/м                                                     | Музиченко Лідія Василівна          | 04.11.2010            | Освіта середня | член Політичної партії «Фронт Змін»           | ВАТ «Уманська автобаза», директор                                                                                        |
| б/м                                                     | Шумаєв Валерій Михайлович          | 02.03.2011            | Освіта вища    | член Політичної партії «Фронт Змін»           | пенсіонер |